# Романівка (Львівський район)
Рома́нівка — село в Україні, у Львівському районі Львівської області. Населення становить 181 особу. Орган місцевого самоврядування — Великолюбінська селищна громада.